# ルサイル・アイコニック・スタジアム
ルサイル・スタジアム（英語: Lusail Stadium）もしくはルサイル国立競技場（英語: Lusail National Stadium, アラビア語: ملعب لوسيل الدولي）は、カタール・アッ＝ザアーインの南部海岸にある計画都市・ルサイルにあるサッカー専用スタジアム。2022 FIFAワールドカップでグループリーグ、決勝トーナメント、決勝戦の計10試合が開催された。

## デザイン
スタジアムの設計はイギリスのフォスター・アンド・パートナーズが担当し、スポーツ施設のデザインを専門とするMANICA Architectureがサポートした。建設段階では、KEOコンサルタンツがデザインビルド方式の一環として建築業者にバリューエンジニアリングとデザインサービスを提供した。
スタジアムの収容人数は80,000席。スタジアムは円形で、古代アラブの工芸品であるボウル編みを模して設計された構造をしている。「堀」に囲まれ、観客は6つの橋を通って建物に入るようになっている。外側の歩行者用コンコースは、水辺からスタジアムの外周にある小さなアメニティビルやホテルに向かって伸びている。
屋根が客席部分上に浮かんでいるような印象を与えるように設置されている。屋根の中央部分は可変で、完全に閉じることもできる。外壁は、伝統的なダウ船の帆をイメージした凹状の形状で、操作可能なルーバーが設置されている。内部は、体験と雰囲気を高めるため、観客がどの位置から見ても見やすいよう設計されている。
この競技場はドーハの15km北に位置する計画都市、ルサイルに建設される。ルサイルは都市全体がワールドカップのために特別に建設されており、ワールドカップが開催される頃にはマリーナやアイランドリゾート、高級ショッピング施設、レジャー施設などさまざまな施設が完成する予定である。スタジアムまではドーハから直通の地下鉄が運行される予定で、簡単にアクセスできるようになる。
駐車場の屋根などは太陽光パネルで覆われ、スタジアムのエアコン電力に使用される。

## カタールW杯に向けて
ルサイル・スタジアムはカタール最大のスタジアムであり、2022年FIFAワールドカップ・カタールのために開発されている7つのスタジアムの1つでもある。スタジアム改造のための調達プロセスは2014年に始まり、2017年11月に建設を開始。当初は2020年完成予定だったが新型コロナウイルスの影響で延期となり、2021年末予定とされた。大会では決勝戦を含む10試合が行われる予定。
W杯開催前の9月9日には、サウジアラビア王者アル・ヒラルとエジプト王者アル・ザマレクによるW杯決勝のリハーサルを兼ねた大会「ルサイル・スーパーカップ」（Lusail Super Cup）が開催された。決勝ではこれまでの試合から模様替えが行われた。
大会後は40,000席に改修され、空いた部分はショップやカフェ、スポーツ・教育施設、健康クリニックなどを備えたコミュニティスペースとして再利用される予定となっている。

## 2022 FIFAワールドカップ
| 開催日   | 時間 (UTC+3) | チーム#1       | 結果                  | チーム#2       | ラウンド   | 観衆   |
| -------- | ------------ | -------------- | --------------------- | -------------- | ---------- | ------ |
| 11月22日 | 13:00        | アルゼンチン   | 1 – 2                 | サウジアラビア | グループC  | 88,012 |
| 11月24日 | 22:00        | ブラジル       | 2 – 0                 | セルビア       | グループG  | 88,103 |
| 11月26日 | 22:00        | アルゼンチン   | 2 – 0                 | メキシコ       | グループC  | 88,966 |
| 11月28日 | 22:00        | ポルトガル     | 2 – 0                 | ウルグアイ     | グループH  | 88,668 |
| 11月30日 | 22:00        | サウジアラビア | 1 – 2                 | メキシコ       | グループC  | 84,985 |
| 12月2日  | 22:00        | カメルーン     | 1 – 0                 | ブラジル       | グループG  | 85,986 |
| 12月6日  | 22:00        | ポルトガル     | 6 – 1                 | スイス         | ラウンド16 | 83,720 |
| 12月9日  | 22:00        | オランダ       | 2 – 2 (延長) (3–4 PK) | アルゼンチン   | 準々決勝   | 88,235 |
| 12月13日 | 22:00        | アルゼンチン   | 3 – 0                 | クロアチア     | 準決勝     | 88,966 |
| 12月18日 | 18:00        | アルゼンチン   | 3 – 3 (延長) (4–2 PK) | フランス       | 決勝戦     | 88,966 |

### AFCアジアカップ2023
| 開催日        | 時間 (UTC+3) | チーム#1 | 結果 | チーム#2 | ラウンド  | 観衆   |
| ------------- | ------------ | -------- | ---- | -------- | --------- | ------ |
| 2024年1月12日 | 19:00        | カタール | 3–0  | レバノン | グループA | 82,490 |
| 2024年2月10日 | 18:00        | ヨルダン | 1–3  | カタール | 決勝      | 86,492 |